# Liste der Staatsoberhäupter 1991
Übersicht
◄◄ | ◄ | 1987 | 1988 | 1989 | 1990 | Liste der Staatsoberhäupter 1991 | 1992 | 1993 | 1994 | 1995 | ► | ►►

Weitere Ereignisse

## Afrika
- Ägypten
  - Staatsoberhaupt: Präsident Husni Mubarak (1981–2011) (1981–1982 Ministerpräsident)
  - Regierungschef: Ministerpräsident Atif Muhammad Nagib Sidqi (1986–1996)
- Algerien
  - Staatsoberhaupt: Präsident Chadli Bendjedid (1979–1992)
  - Regierungschef:
    - Ministerpräsident Mouloud Hamrouche (1989–5. Juni 1991)
    - Ministerpräsident Sid Ahmed Ghozali (5. Juni 1991–1992)
- Angola
  - Staatsoberhaupt: Präsident José Eduardo dos Santos (1979–2017)
  - Regierungschef: Ministerpräsident Fernando José de França Dias Van Dúnem (19. Juli 1991–1992, 1996–1999)
- Äquatorialguinea
  - Staatsoberhaupt: Präsident Teodoro Obiang Nguema Mbasogo (seit 1979) (bis 1982 Vorsitzender des Obersten Militärrats)
  - Regierungschef: Premierminister Cristino Seriche Malabo Bioko (1982–1992)
- Äthiopien
  - Staatsoberhaupt:
    - Präsident Mengistu Haile Mariam (1974, 1977–21. Mai 1991) (bis 1987 Vorsitzender des provisorischen militärischen Verwaltungsrats)
    - Präsident Tesfaye Gebre Kidan (21. Mai 1991–28. Mai 1991) (kommissarisch)
    - Präsident Meles Zenawi (28. Mai 1991–1995) (1995–2012 Ministerpräsident)

  - Regierungschef:
    - Ministerpräsident Hailu Yimenu (1989–26. April 1991) (kommissarisch)
    - Ministerpräsident Tesfaye Dinka (26. April 1991–6. Juni 1991) (kommissarisch)
    - Ministerpräsident Tamirat Layne (6. Juni 1991–1995)
- Benin
  - Staatsoberhaupt:
    - Präsident Mathieu Kérékou (1972–4. April 1991, 1996–2006)
    - Präsident Nicéphore Soglo (4. April 1991–1996) (1990–1991 Ministerpräsident)

  - Regierungschef: Ministerpräsident Nicéphore Soglo (1990–4. April 1991) (1991–1996 Präsident) (Amt abgeschafft)
- Botswana
  - Staats- und Regierungschef: Präsident Quett Masire (1980–1998)
- Burkina Faso
  - Staats- und Regierungschef: Präsident Blaise Compaoré (1987–2014)
- Burundi
  - Staatsoberhaupt: Präsident Pierre Buyoya (1987–1993, 1996–2003)
  - Regierungschef: Ministerpräsident Adrien Sibomana (1988–1993)
- Dschibuti
  - Staatsoberhaupt: Präsident Hassan Gouled Aptidon (1977–1999) (1977 Ministerpräsident)
  - Regierungschef: Ministerpräsident Barkat Gourad Hamadou (1978–2001)
- Elfenbeinküste
  - Staatsoberhaupt: Präsident Félix Houphouët-Boigny (1960–1993)
  - Regierungschef: Ministerpräsident Alassane Ouattara (1990–1993) (seit 2010 Präsident)
- Gabun
  - Staatsoberhaupt: Präsident Omar Bongo (1967–2009)
  - Regierungschef: Ministerpräsident Casimir Oyé-Mba (1990–1994)
- Gambia
  - Staats- und Regierungschef: Präsident Dawda Jawara (1970–1994) (1965–1970 Ministerpräsident)
- Ghana
  - Staats- und Regierungschef: Vorsitzender des provisorischen Nationalen Verteidigungsrats Jerry Rawlings (1979, 1981–2001) (ab 1993 Präsident)
- Guinea
  - Staats- und Regierungschef: Präsident Lansana Conté (1984–2008)
- Guinea-Bissau
  - Staatsoberhaupt: Präsident João Bernardo Vieira (1980–1984, 1984–1999, 2005–2009) (1978–1980 Premierminister)
  - Regierungschef: Ministerpräsident Carlos Correia (27. Dezember 1991–1994, 1997–1998, 2008–2009, 2015–2016)
- Kamerun
  - Staatsoberhaupt: Präsident Paul Biya (seit 1982)
  - Regierungschef: Ministerpräsident Sadou Hayatou (26. April 1991–1992) (Amt neu geschaffen)
- Kap Verde
  - Staatsoberhaupt:
    - Präsident Aristides Pereira (1975–22. März 1991)
    - Präsident António Monteiro (22. März 1991–2001)

  - Regierungschef:
    - Premierminister Pedro Pires (1975–4. April 1991) (2001–2011 Präsident)
    - Ministerpräsident Carlos Veiga (4. April 1991–2000)
- Kenia
  - Staats- und Regierungschef: Präsident Daniel arap Moi (1978–2002)
- Komoren
  - Staats- und Regierungschef: Präsident Said Mohamed Djohar (1989–1995, 1996)
- Volksrepublik Kongo (1960–1970 Kongo-Brazzaville; ab 1992 Republik Kongo)
  - Staatsoberhaupt: Präsident Denis Sassou-Nguesso (1979–1992, seit 1997)
  - Regierungschef:
    - Ministerpräsident Pierre Moussa (1990–8. Januar 1991)
    - Ministerpräsident Louis Sylvain Goma (1975-1984, 8. Januar 1991–8. Juni 1991)
    - Ministerpräsident André Milongo (8. Juni 1991–1992)
- Lesotho
  - Staatsoberhaupt: König Letsie III. (1990–1995, seit 1996)
  - Regierungschef:
    - Vorsitzender des Militärrats Justin Metsing Lekhanya (1986–2. Januar 1991)
    - Vorsitzender des Militärrats Elias Phisoana Ramaema (2. Januar 1991–1993)
- Liberia
  - Staats- und Regierungschef: Präsident der Übergangsregierung der Nationalen Einheit Amos Sawyer (1990–1994)
- Libyen
  - Revolutionsführer: Muammar al-Gaddafi (1969–2011) (1969–1979 Generalsekretär des Allgemeinen Volkskongresses)
  - Staatsoberhaupt: Generalsekretär des Allgemeinen Volkskongresses Abd ar-Razzaq as-Sausa (1990–1992)
  - Regierungschef: Generalsekretär des Allgemeinen Volkskomitees Abu Zaid Umar Durda (1990–1994)
- Madagaskar
  - Staatsoberhaupt: Präsident Didier Ratsiraka (1975–1993, 1997–2002)
  - Regierungschef:
    - Ministerpräsident Victor Ramahatra (1988–8. August 1991)
    - Ministerpräsident Guy Razanamasy (8. August 1991–1993)
- Malawi
  - Staats- und Regierungschef: Präsident Hastings Kamuzu Banda (1966–1994) (1964–1966 Ministerpräsident)
- Mali
  - Staatsoberhaupt:
    - Präsident Moussa Traoré (1968–26. März 1991)
    - Vorsitzender des Übergangskomitees Amadou Toumani Touré (26. März 1991–1992, 2002–2012)

  - Regierungschef: Ministerpräsident Soumana Sacko (2. April 1991–1992) (Amt neu geschaffen)
- Marokko
  - Staatsoberhaupt: König Hassan II. (1961–1999)
  - Regierungschef: Ministerpräsident Azzedine Laraki (1986–1992)
- Mauretanien
  - Staatsoberhaupt: Präsident Maaouya Ould Sid’Ahmed Taya (1984–2005) (1981–1984, 1984–1992 Ministerpräsident)
  - Regierungschef: Premierminister Maaouya Ould Sid’Ahmed Taya (1981–1984, 1984–1992) (1984–2005 Präsident)
- Mauritius
  - Staatsoberhaupt: Königin Elisabeth II. (1968–1992)
    - Generalgouverneur: Veerasamy Ringadoo (1986–1992) (1992 Präsident)

  - Regierungschef: Ministerpräsident Anerood Jugnauth (1982–1995, 2000–2003, 2014–2017) (2003–2012 Präsident)
- Mosambik
  - Staatsoberhaupt: Präsident Joaquim Alberto Chissano (1986–2005)
  - Regierungschef: Ministerpräsident Mário Fernandes da Graça Machungo (1976–1994)
- Namibia
  - Staatsoberhaupt: Präsident Sam Nujoma (1990–2005)
  - Regierungschef: Ministerpräsident Hage Geingob (1990–2002, 2012–2015) (2015–2024 Präsident)
- Niger
  - Staatsoberhaupt: Präsident Ali Saibou (1987–1993) (bis 1989 Präsident des Obersten Militärrats)
  - Regierungschef:
    - Ministerpräsident Aliou Mahamidou (1990–27. Oktober 1991)
    - Ministerpräsident Amadou Cheiffou (27. Oktober 1991–1993)
- Nigeria
  - Staats- und Regierungschef: Präsident des Regierenden Rates der Streitkräfte Ibrahim Babangida (1985–1993)
- Ruanda
  - Staatsoberhaupt: Präsident Juvénal Habyarimana (1973–1994)
  - Regierungschef: Ministerpräsident Sylvestre Nsanzimana (12. Oktober 1991–1992) (Amt 1991 neu geschaffen)
- Sambia
  - Staatsoberhaupt:
    - Präsident Kenneth Kaunda (1964–2. November 1991)
    - Präsident Frederick Chiluba (2. November 1991–2002)

  - Regierungschef: Ministerpräsident Malimba Masheke (1989–31. August 1991) (Amt 1991 abgeschafft)
- São Tomé und Príncipe
  - Staatsoberhaupt:
    - Präsident Manuel Pinto da Costa (1975–4. März 1991, 2011–2016)
    - Parlamentspräsident Leonel Mário d’Alva (4. März 1991–3. April 1991) (kommissarisch)
    - Präsident Miguel Trovoada (3. April 1991–1995, 1995–2001) (1975–1979 Premierminister)

  - Regierungschef:
    - Premierminister Celestino Rocha da Costa (1988–7. Februar 1991)
    - Premierminister Daniel Lima dos Santos Daio (7. Februar 1991–1992)
- Senegal
  - Staatsoberhaupt: Präsident Abdou Diouf (1981–2000) (1970–1980 Premierminister)
  - Regierungschef: Premierminister Habib Thiam (1981–1983, 8. April 1991–1998) (Amt neu geschaffen)
- Seychellen
  - Staats- und Regierungschef: Präsident France-Albert René (1977–2004) (1976–1977 Ministerpräsident)
- Sierra Leone
  - Staats- und Regierungschef: Präsident Joseph Saidu Momoh (1985–1992)
- Simbabwe
  - Staats- und Regierungschef: Präsident Robert Mugabe (1987–2017) (1980–1987 Ministerpräsident)
- Somalia
  - Staatsoberhaupt:
    - Präsident Siad Barre (1969–27. Januar 1991)
    - Präsident Ali Mahdi Mohammed (29. Januar 1991–1997)

  - Regierungschef:
    - Ministerpräsident Mohammed Hawadle Madar (1990–24. Januar 1991)
    - Ministerpräsident Umar Arteh Ghalib (24. Januar 1991–1993)
    - Somaliland (seit 18. Mai 1991 unabhängig) (international nicht anerkannt)
      - Staats- und Regierungschef: Präsident Abd-ar-Rahman Ahmad Ali Tur (28. Mai 1991–1993)
- Südafrika
  - Staats- und Regierungschef: Präsident Frederik Willem de Klerk (1989–1994)
- Sudan
  - Staats- und Regierungschef: Präsident des Revolutionären Kommandorats zur Errettung der Nation Umar al-Baschir (1989–2019) (ab 1993 Präsident)
- Swasiland
  - Staatsoberhaupt: König Mswati III. (seit 1986)
  - Regierungschef: Premierminister Obed Dlamini (1989–1993)
- Tansania
  - Staatsoberhaupt: Präsident Ali Hassan Mwinyi (1985–1995)
  - Regierungschef: Ministerpräsident John Malecela (1990–1994)
- Togo
  - Staatsoberhaupt: Präsident Gnassingbé Eyadéma (1967–2005)
  - Regierungschef: Premierminister Joseph Kokou Koffigoh (27. August 1991–1994) (Amt neu geschaffen)
- Tschad
  - Staatsoberhaupt: Präsident Idriss Déby (1990–2021)
  - Regierungschef Ministerpräsident Jean Alingué Bawoyeu (4. März 1991–1992) (Amt neu geschaffen) (1990 Präsident)
- Tunesien
  - Staatsoberhaupt: Präsident Zine el-Abidine Ben Ali (1987–2011) (1987 Premierminister)
  - Regierungschef: Ministerpräsident Hamed Karoui (1989–1999)
- Uganda
  - Staatsoberhaupt: Präsident Yoweri Museveni (seit 1986)
  - Regierungschef:
    - Ministerpräsident Samson Kisekka (1986–22. Januar 1991)
    - Premierminister George Cosmas Adyebo (22. Januar 1991–1994)
- Westsahara (umstritten)
  - Staatsoberhaupt: Präsident Mohamed Abdelaziz (1976–2016) (im Exil)
  - Regierungschef: Ministerpräsident Mahfoud Ali Beiba (1982–1985, 1988–1993, 1995–1999) (im Exil)
- Zaïre (bis 1964 Kongo-Léopoldville, 1964–1971, seit 1997 Demokratische Republik Kongo)
  - Staatsoberhaupt: Präsident Mobutu Sese Seko (1965–1997)
  - Regierungschef:
    - Ministerpräsident Lunda Bululu (1990–1. April 1991)
    - Ministerpräsident Mulumba Lukoji (1. April 1991–29. September 1991)
    - Ministerpräsident Étienne Tshisekedi (29. September 1991–1. November 1991, 1992–1993, 1997)
    - Ministerpräsident Bernardin Mungul Diaka (1. November 1991–25. November 1991)
    - Ministerpräsident Nguza Karl-I-Bond (1980–1981, 25. November 1991–1992)
- Zentralafrikanische Republik
  - Staatsoberhaupt: Präsident André Kolingba (1981–1993) (bis 1985 Vorsitzender des Militärkomitees des Nationalen Wiederaufbaus)
  - Regierungschef: Ministerpräsident Edouard Franck (15. März 1991–1992) (Amt neu geschaffen)

## Amerika

### Nordamerika
- Kanada
  - Staatsoberhaupt: Königin Elisabeth II. (1952–2022)
    - Generalgouverneur: Ray Hnatyshyn (1990–1995)

  - Regierungschef: Premierminister Brian Mulroney (1984–1993)
- Mexiko
  - Staats- und Regierungschef: Präsident Carlos Salinas de Gortari (1988–1994)
- Vereinigte Staaten von Amerika
  - Staats- und Regierungschef: Präsident George H. W. Bush (1989–1993)

### Mittelamerika
- Antigua und Barbuda
  - Staatsoberhaupt: Königin Elisabeth II. (1981–2022)
    - Generalgouverneur Wilfred E. Jacobs (1981–1993)

  - Regierungschef: Premierminister Vere Cornwall Bird (1981–1994)
- Bahamas
  - Staatsoberhaupt: Königin Elisabeth II. (1973–2022)
    - Generalgouverneur: Henry Milton Taylor (1988–1992)

  - Regierungschef: Premierminister Lynden O. Pindling (1973–1992)
- Barbados
  - Staatsoberhaupt: Königin Elisabeth II. (1966–2021)
    - Generalgouverneurin: Nita Barrow (1990–1995)

  - Regierungschef: Premierminister Lloyd Erskine Sandiford (1987–1994)
- Belize
  - Staatsoberhaupt: Königin Elisabeth II. (1981–2022)
    - Generalgouverneurin: Minita Gordon (1981–1993)

  - Regierungschef: Premierminister George Cadle Price (1981–1984, 1989–1993)
- Costa Rica
  - Staats- und Regierungschef: Präsident Rafael Ángel Calderón Fournier (1990–1994)
- Dominica
  - Staatsoberhaupt: Präsident Clarence A. Seignoret (1983–1993)
  - Regierungschef: Ministerpräsidentin Eugenia Charles (1980–1995)
- Dominikanische Republik
  - Staats- und Regierungschef: Präsident Joaquín Balaguer (1960–1962, 1966–1978, 1986–1996)
- El Salvador
  - Staats- und Regierungschef: Präsident Alfredo Cristiani Burkard (1989–1994)
- Grenada
  - Staatsoberhaupt: Königin Elisabeth II. (1974–2022)
    - Generalgouverneur: Paul Scoon (1978–1992)

  - Regierungschef: Ministerpräsident Nicholas Brathwaite (1983–1984, 1990–1995)
- Guatemala
  - Staats- und Regierungschef:
    - Präsident Marco Vinicio Cerezo Arévalo (1986–14. Januar 1991)
    - Präsident Jorge Serrano Elias (14. Januar 1991–1993)
- Haiti
  - Staatsoberhaupt:
    - Präsidentin Ertha Pascal-Trouillot (1990–7. Januar 1991, 1991) (kommissarisch)
    - Präsident Roger Lafontant (7. Januar 1991–7. Januar 1991) (kommissarisch)
    - Präsidentin Ertha Pascal-Trouillot (1990–1991, 7. Januar 1991–7. Februar 1991) (kommissarisch)
    - Präsident Jean-Bertrand Aristide (7. Februar 1991–30. September 1991, 1993–1994, 1994–1996, 2001–2004)
    - Vorsitzender der Militärjunta Raoul Cédras (1. Oktober 1991–8. Oktober 1991)
    - Präsident Joseph Nérette (8. Oktober 1991–1992) (kommissarisch)

  - Regierungschef:
    - Ministerpräsident René Préval (11. Februar 1991–11. Oktober 1991) (1996–2001, 2006–2011 Präsident)
    - Ministerpräsident Jean-Jacques Honorat (11. Oktober 1991–1992)
- Honduras
  - Staats- und Regierungschef: Präsident Rafael Leonardo Callejas (1990–1994)
- Jamaika
  - Staatsoberhaupt: Königin Elisabeth II. (1962–2022)
    - Generalgouverneur:
      - Florizel Glasspole (1973–31. März 1991)
      - Vorsitzender des obersten Gerichtshofes Edward Zacca (31. März 1991–1. August 1991) (kommissarisch)
      - Howard Cooke (1. August 1991–2006)

  - Regierungschef: Ministerpräsident Michael Manley (1972–1980, 1989–1992)
- Kuba
  - Staatsoberhaupt und Regierungschef: Präsident des Staatsrats und des Ministerrats Fidel Castro (1976–2008) (1959–1976 Ministerpräsident)
- Nicaragua
  - Staats- und Regierungschef: Präsidentin Violeta Barrios de Chamorro (1990–1997) (1979–1980 Mitglied der Regierungsjunta des nationalen Wiederaufbaus)
- Panama
  - Staats- und Regierungschef: Präsident Guillermo Endara Galimany (1989–1994)
- St. Kitts und Nevis
  - Staatsoberhaupt: Königin Elisabeth II. (1983–2022)
    - Generalgouverneur Clement Athelston Arrindell (1983–1995)

  - Regierungschef: Ministerpräsident Kennedy Simmonds (1983–1995)
- St. Lucia
  - Staatsoberhaupt: Königin Elisabeth II. (1979–2022)
    - Generalgouverneur: Stanislaus A. James (1988–1996)

  - Regierungschef: Ministerpräsident John Compton (1982–1996, 2006–2007)
- St. Vincent und die Grenadinen
  - Staatsoberhaupt: Königin Elisabeth II. (1979–2022)
    - Generalgouverneur: David Jack (1989–1996)

  - Regierungschef: Ministerpräsident James Fitz-Allen Mitchell (1984–2000)
- Trinidad und Tobago
  - Staatsoberhaupt: Präsident Noor Hassanali (1987–1997)
  - Regierungschef:
    - Ministerpräsident Arthur N. R. Robinson (1986–17. Dezember 1991)
    - Ministerpräsident Patrick Manning (17. Dezember 1991–1995, 2001–2010)

### Südamerika
- Argentinien
  - Staats- und Regierungschef: Präsident Carlos Menem (1989–1999)
- Bolivien
  - Staats- und Regierungschef: Präsident Jaime Paz Zamora (1989–1993)
- Brasilien
  - Staats- und Regierungschef: Präsident Fernando Collor de Mello (1990–1992)
- Chile
  - Staats- und Regierungschef: Präsident Patricio Aylwin (1990–1994)
- Ecuador
  - Staats- und Regierungschef: Präsident Rodrigo Borja (1988–1992)
- Guyana
  - Staatsoberhaupt: Präsident Hugh Desmond Hoyte (1985–1992) (1984–1985 Premierminister)
  - Regierungschef: Ministerpräsident Hamilton Green (1985–1992)
- Kolumbien
  - Staats- und Regierungschef: Präsident César Gaviria (1990–1994)
- Paraguay
  - Staats- und Regierungschef: Präsident Andrés Rodríguez (1989–1993)
- Peru
  - Staatsoberhaupt: Präsident Alberto Fujimori (1990–2000)
  - Regierungschef:
    - Ministerpräsident Juan Carlos Hurtado Miller (1990–15. Februar 1991)
    - Ministerpräsident Carlos Torres y Torres Lara (15. Februar 1991–6. November 1991)
    - Ministerpräsident Alfonso de los Heros (6. November 1991–1992)
- Suriname
  - Staatschef:
    - Präsident Johan Kraag (1990–15. September 1991)
    - Präsident Ronald Venetiaan (15. September 1991–1996, 2000–2010)

  - Regierungschef:
    - Vizepräsident Jules Albert Wijdenbosch (1987–1988, 7. Januar 1991–16. September 1991) (1996–2000 Präsident)
    - Vizepräsident Jules Ratankumar Ajodhia (16. September 1991–1996, 2000–2005)
- Uruguay
  - Staats- und Regierungschef: Präsident Luis Alberto Lacalle (1990–1995)
- Venezuela
  - Staats- und Regierungschef: Präsident Carlos Andrés Pérez (1974–1979, 1989–1993)

## Asien

### Ost-, Süd- und Südostasien
- Bangladesch
  - Staatsoberhaupt:
    - Präsident Shahabuddin Ahmed (1990–10. Oktober 1991, 1996–2001) (kommissarisch)
    - Präsident Abdur Rahman Biswas (10. Oktober 1991–1996)

  - Regierungschef:
    - vakant (1990–20. März 1991)
    - Premierministerin Khaleda Zia (20. März 1991–1996, 2001–2006)
- Bhutan
  - Staats- und Regierungschef: König Jigme Singye Wangchuck (1972–2006)
- Brunei
  - Staats- und Regierungschef: Sultan Hassanal Bolkiah (seit 1967)
- Republik China (Taiwan)
  - Staatsoberhaupt: Präsident Lee Teng-hui (1988–2000)
  - Regierungschef: Ministerpräsident Hau Pei-tsun (1990–1993)
- Volksrepublik China
  - Parteichef: Generalsekretär der Kommunistischen Partei Chinas Jiang Zemin (1989–2002) (1993–2003 Präsident)
  - Staatsoberhaupt: Präsident Yang Shangkun (1988–1993)
  - Regierungschef: Ministerpräsident Li Peng (1987–1998)
- Indien
  - Staatsoberhaupt: Präsident R. Venkataraman (1987–1992)
  - Regierungschef:
    - Premierminister Chandra Shekhar (1990–21. Juli 1991)
    - Premierminister P. V. Narasimha Rao (21. Juli 1991–1996)
- Indonesien
  - Staats- und Regierungschef: Präsident Suharto (1967–1998)
- Japan
  - Staatsoberhaupt: Kaiser Akihito (1989–2019)
  - Regierungschef:
    - Premierminister Toshiki Kaifu (1989–6. November 1991)
    - Premierminister Miyazawa Kiichi (6. November 1991–1993)
- Kambodscha
  - Staatsoberhaupt: Vorsitzender des Staatsrats Heng Samrin (1979–1992) (bis 1981 Präsident des revolutionären Volksrats)
  - Regierungschef: Premierminister Hun Sen (1985–2023)
- Nordkorea
  - Vorsitzender der Nationalen Verteidigungskommission: Kim Il-sung (1948–1994)
  - Vorsitzender des Präsidiums der Obersten Volksversammlung: Kim Il-sung (1972–1994)
  - Regierungschef: Ministerpräsident Yon Hyong-muk (1988–1992)
- Südkorea
  - Staatsoberhaupt: Präsident Roh Tae-woo (1988–1993)
  - Regierungschef:
    - Ministerpräsident Roh Jae-bong (1990–24. Mai 1991)
    - Ministerpräsident Chung Won-shik (24. Mai 1991–1992)
- Laos
  - Staatsoberhaupt:
    - Präsident Souphanouvong (1975–15. August 1991)
    - Präsident Phoumi Vongvichit (1986–15. August 1991) (kommissarisch)
    - Präsident Kaysone Phomvihane (15. August 1991–1992) (1975–1991 Ministerpräsident)

  - Regierungschef:
    - Ministerpräsident Kaysone Phomvihane (1975–15. August 1991) (1991–1992 Präsident)
    - Ministerpräsident Khamtay Siphandone (15. August 1991–1998)
- Malaysia
  - Staatsoberhaupt: Oberster Herrscher Azlan Shah (1989–1994)
  - Regierungschef: Premierminister Mahathir bin Mohamad (1981–2003, 2018–2020)
- Malediven
  - Staats- und Regierungschef:  Präsident Maumoon Abdul Gayoom (1978–2008)
- Myanmar
  - Staatsoberhaupt: Vorsitzender des Staatsrats für Frieden und Entwicklung Saw Maung (1988–1992) (1988–1992 Ministerpräsident)
  - Regierungschef: Ministerpräsident Saw Maung (1988–1992) (1988–1992  Vorsitzender des Staatsrats für Frieden und Entwicklung)
- Nepal
  - Staatsoberhaupt: König Birendra (1972–2001)
  - Regierungschef:
    - Ministerpräsident Krishna Prasad Bhattarai (1990–26. Mai 1991, 1999–2000)
    - Ministerpräsident Girija Prasad Koirala (26. Mai 1991–1994, 1998–1999, 2000–2001, 2006–2008)
- Pakistan
  - Staatsoberhaupt: Präsident Ghulam Ishaq Khan (1988–1993)
  - Regierungschef: Ministerpräsident Nawaz Sharif (1990–1993, 1993, 1997–1999, 2013–2017)
- Philippinen
  - Staats- und Regierungschef: Präsidentin Corazon Aquino (1986–1992)
- Singapur
  - Staatsoberhaupt: Präsident Wee Kim Wee (1985–1993)
  - Regierungschef: Premierminister Goh Chok Tong (1990–2004)
- Sri Lanka
  - Staatsoberhaupt: Präsident Ranasinghe Premadasa (1989–1993) (1978–1989 Premierminister)
  - Regierungschef: Premierminister Dingiri Banda Wijetunga (1989–1993) (1993–1994 Präsident)
- Thailand
  - Staatsoberhaupt: König Rama IX. Bhumibol Adulyadej (1946–2016)
  - Regierungschef:
    - Ministerpräsident Chatichai Choonhavan (1988–23. Februar 1991)
    - Ministerpräsident Sunthorn Kongsompong (23. Februar 1991–7. März 1991) (kommissarisch)
    - Ministerpräsident Anand Panyarachun (7. März 1991–1992, 1992)
- Vietnam
  - Staatsoberhaupt: Vorsitzender des Staatsrats Võ Chí Công (1987–1992)
  - Regierungschef:
    - Vorsitzender des Ministerrats Đỗ Mười (1988–8. August 1991)
    - Vorsitzender des Ministerrats Võ Văn Kiệt (1988, 8. August 1991–1997) (seit 1992 Ministerpräsident)

### Vorderasien
- Armenien (seit 21. September 1991 unabhängig)
  - Staatsoberhaupt: Präsident Lewon Ter-Petrosjan (21. September 1991–1998) (bis 21. November 1991 Vorsitzender des Obersten Sowjets)
  - Regierungschef:
    - Ministerpräsident Wasken Manukjan (21. September 1991–22. November 1991) (kommissarisch)
    - Ministerpräsident Gagik Harutjunjan (22. November 1991–1992, 1993–1996)
- Aserbaidschan (seit 30. August 1991 unabhängig)
  - Staatsoberhaupt: Präsident Ajas Mutallibow (30. August 1991–1992, 1992)
  - Regierungschef: Ministerpräsident Hassan Hassanow (30. August 1991–1992)
- Bahrain
  - Staatsoberhaupt: Emir Isa II. (1971–1999)
  - Regierungschef: Ministerpräsident Chalifa ibn Salman Al Chalifa (1971–2020)
- Georgien (seit 9. April 1991 unabhängig)
  - Staatsoberhaupt: Präsident Swiad Gamsachurdia (9. April 1991–1992)
  - Regierungschef:
    - Ministerpräsident Tengis Sigua (9. April 1991–18. August 1991, 1992–1993)
    - Ministerpräsident Murman Omanidse (18. August 1991–23. August 1991) (kommissarisch)
    - Ministerpräsident Bessarion Guguschwilii (21. August 1991–1992)

  - Südossetien (seit 28. November 1991 unabhängig)  (international nicht anerkannt)
    - Staatsoberhaupt: Parlamentspräsident Snaur Gassijew (28. November 1991–1992)
    - Regierungschef: Ministerpräsident Oleg Tesejew (28. November 1991–1993)
- Irak
  - Staatsoberhaupt: Präsident Saddam Hussein (1979–2003) (1979–1991, 1994–2003 Ministerpräsident)
  - Regierungschef:
    - Ministerpräsident Saddam Hussein (1979–23. März 1991, 1994–2003) (1979–2003 Präsident)
    - Ministerpräsident Saadun Hammadi (23. März 1991–13. September 1991)
    - Ministerpräsident Muhammad Hamza az-Zubaidi (13. September 1991–1993)
- Iran
  - Religiöses Oberhaupt: Oberster Rechtsgelehrter Ali Chamene’i (seit 1989) (1981–1989 Ministerpräsident)
  - Staatsoberhaupt: Präsident Akbar Hāschemi Rafsandschāni (1989–1997)
- Israel
  - Staatsoberhaupt: Präsident Chaim Herzog (1983–1993)
  - Regierungschef: Ministerpräsident Jitzchak Schamir (1983–1984, 1986–1992)
- Jemen
  - Staatsoberhaupt: Vorsitzender des Präsidialrates Ali Abdullah Salih (1990–2012) (ab 1994 Präsident) (1978–1990 Präsident des Nordjemen)
  - Regierungschef: Ministerpräsident Haidar Abu Bakr al-Attas (1990–1994) (1985–1986 Ministerpräsident des Südjemen; 1986–1990 Präsident des Südjemen)
- Jordanien
  - Staatsoberhaupt: König Hussein (1952–1999)
  - Regierungschef:
    - Ministerpräsident Mudar Badran (1976–1979, 1980–1984, 1989–19. Juni 1991)
    - Ministerpräsident Taher al-Masri (19. Juni 1991–21. November 1991)
    - Ministerpräsident Zaid ibn Shaker (1989, 21. November 1991–1993, 1995–1996)
- Katar
  - Staats- und Regierungschef: Emir Chalifa bin Hamad Al Thani (1972–1995)
- Kuwait (1990–27. Februar 1991 von Irak annektiert)
  - Staatsoberhaupt: Emir Dschabir III. (1977–2006) (1962–1963, 1965–1978 Ministerpräsident)
  - Regierungschef: Ministerpräsident Sa'ad al-Abdallah as-Salim as-Sabah (1978–2003) (2006 Emir)
- Libanon
  - Staatsoberhaupt: Präsident Élias Hrawi (1989–1998)
  - Regierungschef: Ministerpräsident Omar Karami (1990–1992, 2004–2005)
- Oman
  - Staats- und Regierungschef: Sultan Qabus ibn Said (1970–2020)
- Saudi-Arabien
  - Staats- und Regierungschef: König Fahd ibn Abd al-Aziz (1982–2005)
- Syrien
  - Staatsoberhaupt: Präsident Hafiz al-Assad (1971–2000) (1970–1971 Ministerpräsident)
  - Regierungschef: Ministerpräsident Mahmud Zuabi (1987–2000)
- Türkei
  - Staatsoberhaupt: Präsident Turgut Özal (1989–1993) (1983–1989 Ministerpräsident)
  - Regierungschef:
    - Ministerpräsident Yıldırım Akbulut (1989–23. Juni 1991)
    - Ministerpräsident Mesut Yılmaz (23. Juni 1991–20. November 1991, 1996, 1997–1999)
    - Ministerpräsident Süleyman Demirel (1965–1971, 1975–1977, 1977–1978, 1979–1980, 20. November 1991–1993) (1993–2000 Präsident)
- Vereinigte Arabische Emirate
  - Staatsoberhaupt: Präsident Zayid bin Sultan Al Nahyan (1971–2004) (1966–2004 Emir von Abu Dhabi)
  - Regierungschef: Ministerpräsident Maktum bin Raschid Al Maktum (1971–1979, 1990–2006) (1990–2006 Emir von Dubai)

### Zentralasien
- Afghanistan
  - Staatsoberhaupt: Präsident Mohammed Nadschibullāh (1987–1992)
  - Regierungschef: Ministerpräsident Fazal Haq Chaliqyar (1990–1992)
- Kasachstan (seit 16. Dezember unabhängig)
  - Staatsoberhaupt: Präsident Nursultan Nasarbajew (16. Dezember 1991–2019)
  - Regierungschef: Ministerpräsident Sergei Tereschtschenko (16. Dezember 1991–1994)
- Kirgisistan (seit 31. August unabhängig)
  - Staatsoberhaupt: Präsident Askar Akajew (31. August 1991–2005)
  - Regierungschef:
    - Ministerpräsident Nassirdin Issanow (31. August 1991–29. November 1991)
    - Ministerpräsident Andrei Iordan (29. November 1991–1992) (kommissarisch)
- Mongolei
  - Staatsoberhaupt: Präsident Punsalmaagiin Otschirbat (1990–1997)
  - Regierungschef: Ministerpräsident Daschiin Bjambasüren (1990–1992)
- Tadschikistan (seit 9. September unabhängig)
  - Staatsoberhaupt:
    - Präsident Kadriddin Aslonow (9. September 1991–23. September 1991) (kommissarisch)
    - Präsident Rahmon Nabijew (23. September 1991–27. Oktober 1991, 1991–1992) (kommissarisch)
    - Präsident Akbarscho Iskandrow (27. Oktober 1991–2. Dezember 1991, 1992–1992) (kommissarisch)
    - Präsident Rahmon Nabijew (1991, 2. Dezember 1991–1992)

  - Regierungschef:
    - Ministerpräsident Isatullo Chajojew (9. September 1991–1992)
- Turkmenistan (seit 27. Oktober unabhängig)
  - Staats- und Regierungschef: Präsident Saparmyrat Nyýazow (27. Oktober 1991–2006)
- Usbekistan (seit 25. Dezember unabhängig)
  - Staats- und Regierungschef: Präsident Islom Karimov (25. Dezember 1991–2016)

## Australien und Ozeanien
- Australien
  - Staatsoberhaupt: Königin Elisabeth II. (1952–2022)
    - Generalgouverneur: Bill Hayden (1989–1996)

  - Regierungschef:
    - Premierminister Bob Hawke (1983–20. Dezember 1991)
    - Premierminister Paul Keating (20. Dezember 1991–1996)
- Cookinseln (unabhängiger Staat in freier Assoziierung mit Neuseeland)
  - Staatsoberhaupt: Königin Elisabeth II. (1965–2022)
    - Queen’s Representative: Apenera Short (1990–2000)

  - Regierungschef: Premierminister Geoffrey Henry (1983, 1989–1999)
- Fidschi
  - Staatsoberhaupt: Präsident Penaia Ganilau (1987–1993) (1983–1987 Generalgouverneur)
  - Regierungschef: Premierminister Kamisese Mara (1970–1987, 1987–1992) (1993–2000 Präsident)
- Kiribati
  - Staats- und Regierungschef:
    - Präsident Ieremia Tabai (1979–1982, 1983–4. Juli 1991)
    - Präsident Teatao Teannaki (4. Juli 1991–1994)
- Marshallinseln
  - Staats- und Regierungschef: Präsident Amata Kabua (1986–1996)
- Mikronesien
  - Staats- und Regierungschef:
    - Präsident John Haglelgam (1987–11. Mai 1991)
    - Präsident Bailey Olter (11. Mai 1991–1997)
- Nauru
  - Staats- und Regierungschef: Präsident Bernard Dowiyogo (1976–1978, 1989–1995, 1996, 1998–1999, 2000–2001, 2003, 2003)
- Neuseeland
  - Staatsoberhaupt: Königin Elisabeth II. (1952–2022)
    - Generalgouverneurin: Catherine Tizard (1990–1996)

  - Regierungschef: Premierminister Jim Bolger (1990–1997)
- Niue (unabhängiger Staat in freier Assoziierung mit Neuseeland)
  - Staatsoberhaupt: Königin Elisabeth II. (1974–2022)
    - Queen’s Representative: Generalgouverneur von Neuseeland

  - Regierungschef: Premierminister Robert Rex (1974–1992)
- Papua-Neuguinea
  - Staatsoberhaupt: Königin Elisabeth II. (1975–2022)
    - Generalgouverneur:
      - Serei Eri (1990–4. Oktober 1991)
      - Parlamentssprecher Dennis Young (1989–1990, 4. Oktober 1991–18. November 1991) (kommissarisch)
      - Wiwa Korowi (18. November 1991–1997)

  - Regierungschef: Premierminister Rabbie Namaliu (1988–1992)
- Salomonen
  - Staatsoberhaupt: Königin Elisabeth II. (1978–2022)
    - Generalgouverneur: George Lepping (1988–1994)

  - Regierungschef: Premierminister Solomon Mamaloni (1981–1984, 1989–1993, 1994–1997)
- Tonga
  - Staatsoberhaupt: König Taufaʻahau Tupou IV. (1970–2006)
  - Regierungschef:
    - Premierminister Fatafehi Tu'ipelehake (1970–21. August 1991)
    - Premierminister Baron Vaea (21. August 1991–2000)
- Tuvalu
  - Staatsoberhaupt: Königin Elisabeth II. (1978–2022)
    - Generalgouverneur: Toaripi Lauti (1990–1993) (1978–1981 Premierminister)

  - Regierungschef: Premierminister Bikenibeu Paeniu (1989–1993, 1996–1999)
- Vanuatu
  - Staatsoberhaupt: Präsident Frederick Karlomuana Timakata (1984, 1989–1994)
  - Regierungschef:
    - Premierminister Walter Hadye Lini (1980–6. September 1991)
    - Premierminister Donald Kalpokas (6. September 1991–16. Dezember 1991, 1998–1999)
    - Premierminister Maxime Carlot Korman (16. Dezember 1991–1995, 1996)
- Westsamoa (heute Samoa)
  - Staatsoberhaupt: O le Ao o le Malo Tanumafili II. (1962–2007)
  - Regierungschef: Premierminister Tofilau Eti Alesana (1982–1985, 1988–1998)

## Europa
- Albanien
  - Parteichef: 1. Sekretär der albanischen Arbeiterpartei Ramiz Alia (1985–4. Mai 1991) (Staatsoberhaupt 1982–1992)
  - Staatsoberhaupt: Vorsitzender des Präsidiums der Volksversammlung Ramiz Alia (1982–1992) (30. April 1991–1992 Präsident) (1985–1991 Parteichef)
  - Regierungschef:
    - Ministerpräsident Adil Çarçani (1981–22. Februar 1991)
    - Ministerpräsident Fatos Nano (22. Februar 1991–5. Juni 1991, 1997–1998, 2002–2005)
    - Ministerpräsident Ylli Bufi (5. Juni 1991–10. Dezember 1991)
    - Ministerpräsident Vilson Ahmeti (10. Dezember 1991–1992)
- Andorra
  - Co-Fürsten:
    - Staatspräsident von Frankreich: François Mitterrand (1981–1995)
    - Bischof von Urgell: Joan Martí Alanís (1971–2003)

  - Regierungschef: Regierungspräsident Òscar Ribas Reig (1982–1984, 1990–1994)
- Belarus (seit 25. August 1991 unabhängig)
  - Staatsoberhaupt: Vorsitzender des Obersten Sowjets Stanislau Schuschkewitsch (18. September 1991–1994)
  - Regierungschef: Ministerpräsident Wjatschaslau Kebitsch (18. September 1991–1994)
- Belgien
  - Staatsoberhaupt: König Baudouin I. (1951–1993)
  - Regierungschef: Ministerpräsident Wilfried Martens (1979–1981, 1981–1992)
- Bulgarien
  - Staatsoberhaupt: Präsident Schelju Schelew (1990–1997)
  - Regierungschef:
    - Ministerpräsident Dimitar Popow (1990–8. November 1991)
    - Ministerpräsident Filip Dimitrow (8. November 1991–1992)
- Dänemark
  - Staatsoberhaupt: Königin Margrethe II. (1972–2024)
  - Regierungschef: Ministerpräsident Poul Schlüter (1982–1993)
  - Färöer (politisch selbstverwalteter und autonomer Bestandteil des Königreichs Dänemark)
    - Vertreter der dänischen Regierung: Reichsombudsmann Bent Klinte (1988–1995)
    - Regierungschef:
      - Ministerpräsident Jógvan Sundstein (1989–15. Januar 1991)
      - Ministerpräsident Atli P. Dam (1970–1881, 1985–1989, 15. Januar 1991–1993)

  - Grönland (politisch selbstverwalteter und autonomer Bestandteil des Königreichs Dänemark)
    - Vertreter der dänischen Regierung: Reichsombudsmann Torben Hede Pedersen (1979–1992)
    - Regierungschef:
      - Ministerpräsident Jonathan Motzfeldt (1979–18. März 1991, 1997–2002)
      - Ministerpräsident Lars-Emil Johansen (18. März 1991–1997)
- Deutschland
  - Staatsoberhaupt: Bundespräsident Richard von Weizsäcker (1984–1994)
  - Regierungschef: Bundeskanzler Helmut Kohl (1982–1998)
- Estland (seit 20. August unabhängig)
  - Staatsoberhaupt: (vakant bis 1992)
  - Regierungschef: Ministerpräsident Edgar Savisaar (20. August 1991–1992)
- Finnland
  - Staatsoberhaupt: Präsident Mauno Koivisto (1982–1994) (1968–1970, 1979–1982 Ministerpräsident)
  - Regierungschef:
    - Ministerpräsident Harri Holkeri (1987–26. April 1991)
    - Ministerpräsident Esko Aho (26. April 1991–1995)
- Frankreich
  - Staatsoberhaupt: Präsident François Mitterrand (1981–1995)
  - Regierungschef:
    - Premierminister Michel Rocard (1988–15. Mai 1991)
    - Premierministerin Édith Cresson (15. Mai 1991–1992)
- Griechenland
  - Staatsoberhaupt: Präsident Konstantinos Karamanlis (1974, 1980–1985, 1990–1995) (1955–1958, 1958–1961, 1961–1963, 1974–1980 Ministerpräsident)
  - Regierungschef: Ministerpräsident Konstantinos Mitsotakis (1990–1993)
- Irland
  - Staatsoberhaupt: Präsidentin Mary Robinson (1990–1997)
  - Regierungschef: Taoiseach Charles J. Haughey (1979–1981, 1982, 1987–1992)
- Island
  - Staatsoberhaupt: Präsidentin Vigdís Finnbogadóttir (1980–1996)
  - Regierungschef:
    - Ministerpräsident Steingrímur Hermannsson (1983–1987, 1988–30. April 1991)
    - Ministerpräsident Davíð Oddsson (30. April 1991–2004)
- Italien
  - Staatsoberhaupt: Präsident Francesco Cossiga (1985–1992) (1979–1980 Ministerpräsident)
  - Regierungschef: Ministerpräsident Giulio Andreotti (1972–1973, 1976–1979, 1989–1992)
- Jugoslawien
  - Staatsoberhaupt:
    - Vorsitzender des Präsidiums Borisav Jović (1990–15. Mai 1991)
    - Vorsitzender des Präsidiums Stjepan Mesić (1. Juli 1991–3. Oktober 1991)
    - Vorsitzender des Präsidiums Branko Kostić (3. Oktober 1991–1992) (kommissarisch)

  - Regierungschef:
    - Präsident des ausführenden Bundesrates Ante Marković (1989–20. Dezember 1991)
    - Präsident des ausführenden Bundesrates Aleksandar Mitrović (20. Dezember 1991–1992) (kommissarisch)
- Kanalinseln[1]
  - Guernsey
    - Staats- und Regierungschef: Herzogin Elisabeth II. (1952–2022)
      - Vizegouverneur: Michael Wilkins (1990–1994)

  - Jersey
    - Staats- und Regierungschef: Herzogin Elisabeth II. (1952–2022)
      - Vizegouverneur: John Sutton (1990–1995)
- Kroatien (seit 25. Juni 1991 unabhängig)
  - Staatsoberhaupt: Präsident Franjo Tuđman (25. Juni 1991–1999)
  - Regierungschef:
    - Regierungspräsident Josip Manolić (25. Juni 1991–17. Juli 1991)
    - Regierungspräsident Franjo Gregurić (17. Juli 1991–1992)
- Lettland (seit 21. August 1991 unabhängig)
  - Staatsoberhaupt: Parlamentssprecher Anatolijs Gorbunovs (21. August 1991–1993) (kommissarisch)
  - Regierungschef: Ministerpräsident Ivars Godmanis (21. August 1991–1993, 2007–2009)
- Liechtenstein
  - Staatsoberhaupt: Fürst Hans-Adam II. (seit 1989)
  - Regierungschef: Hans Brunhart (1978–1993)
- Litauen
  - Staatsoberhaupt: Vorsitzender der verfassungsgebenden Versammlung Vytautas Landsbergis (1990–1992)
  - Regierungschef:
    - Ministerpräsidentin Kazimiera Prunskienė (11. März 1990–10. Januar 1991)
    - Ministerpräsident Albertas Šimėnas (10. Januar 1991–13. Januar 1991)
    - Ministerpräsident Gediminas Vagnorius (13. Januar 1991–1992, 1996–1999)
- Luxemburg
  - Staatsoberhaupt: Großherzog Jean (1964–2000)
  - Regierungschef: Ministerpräsident Jacques Santer (1984–1995)
- Malta
  - Staatsoberhaupt: Präsident Ċensu Tabone (1989–1994)
  - Regierungschef: Premierminister Edward Fenech Adami (1987–1996, 1998–2004) (2004–2009 Präsident)
- Isle of Man[1]
  - Staatsoberhaupt: Lord of Man Elisabeth II. (1952–2022)
    - Vizegouverneur: Laurence Jones (1990–1995)

  - Regierungschef: Premierminister Miles Walker (1986–1996)
- Mazedonien (seit 18. September 1991 unabhängig)
  - Staatsoberhaupt: Präsident Kiro Gligorov (18. September 1991–1999)
  - Regierungschef: Ministerpräsident Nikola Kljusev (18. September 1991–1992)
- Moldau (seit 27. August 1991 unabhängig)
  - Staatsoberhaupt: Präsident Mircea Ion Snegur (27. August 1991–1997)
  - Regierungschef:
    - Ministerpräsident Valeriu Muravschi (27. August 1991–1992)

  - Transnistrien (seit 27. August 1991) (international nicht anerkannt)
    - Präsident: Igor Smirnow (27. August 1991–2011)
- Monaco
  - Staatsoberhaupt: Fürst: Rainier III. (1949–2005)
  - Regierungschef:
    - Staatsminister Jean Ausseil (1985–16. Februar 1991)
    - Staatsminister Jacques Dupont (16. Februar 1991–1994)
- Niederlande
  - Staatsoberhaupt: Königin Beatrix (1980–2013)
  - Regierungschef: Ministerpräsident Ruud Lubbers (1982–1994)
  - Niederländische Antillen (Land des Königreichs der Niederlande)
    - Vertreter der niederländischen Regierung: Gouverneur Jaime Saleh (1990–2002)
    - Regierungschef:  Ministerpräsidentin Maria Liberia-Peters (1984–1986, 1988–25. November 1993)
- Norwegen
  - Staatsoberhaupt:
    - König Olav V. (1957–17. Januar 1991)
    - König Harald V. (seit 17. Januar 1991)

  - Regierungschef: Ministerpräsidentin Gro Harlem Brundtland (1981, 1986–1989, 1990–1996)
- Österreich
  - Staatsoberhaupt: Bundespräsident Kurt Waldheim (1986–1992)
  - Regierungschef: Bundeskanzler Franz Vranitzky (1986–1997)
- Polen
  - Staatsoberhaupt: Präsident Lech Wałęsa (1990–1995)
  - Regierungschef:
    - Ministerpräsident Tadeusz Mazowiecki (1989–4. Januar 1991)
    - Ministerpräsident Jan Bielecki (4. Januar 1991–5. Dezember 1991)
    - Ministerpräsident Jan Olszewski (6. Dezember 1991–1992)
- Portugal
  - Staatsoberhaupt: Präsident Mário Soares (1986–1996) (1976–1978, 1983–1985 Ministerpräsident)
  - Regierungschef: Ministerpräsident Aníbal Cavaco Silva (1985–1995) (seit 2006 Präsident)
- Rumänien
  - Staatsoberhaupt: Präsident Ion Iliescu (1989–1996, 2000–2004)
  - Regierungschef:
    - Ministerpräsident Petre Roman (1989–1. Oktober 1991)
    - Ministerpräsident Theodor Stolojan (1. Oktober 1991–1992)
- Russland (seit 26. Dezember unabhängig)
  - Staatsoberhaupt: Präsident Boris Jelzin (26. Dezember 1991–1999)
  - Regierungschef: (vakant)
- San Marino
  - Staatsoberhaupt: Capitani Reggenti
    - Cesare Antonio Gasperoni (1. Oktober 1990–1. April 1991, 2005) und Roberto Bucci (1. Oktober 1990–1. April 1991)
    - Domenico Bernardini (1. April 1991–1. Oktober 1991) und Claudio Podeschi (1. April 1991–1. Oktober 1991)
    - Edda Ceccoli (1. Oktober 1991–1. April 1992) und Marino Riccardi (1. Oktober 1991–1. April 1992, '2004')

  - Regierungschef: Außenminister Gabriele Gatti (1986–2002) (2011–2012 Capitano Reggente)
- Schweden
  - Staatsoberhaupt: König Carl XVI. Gustaf (seit 1973)
  - Regierungschef:
    - Ministerpräsident Ingvar Carlsson (1986–3. Oktober 1991, 1994–1996)
    - Ministerpräsident Carl Bildt (3. Oktober 1991–1994)
- Schweiz[2]
  - Bundespräsident Flavio Cotti (1. Januar 1991–31. Dezember 1991, 1998)
  - Bundesrat:
    - Otto Stich (1984–1995)
    - Jean-Pascal Delamuraz (1984–1998)
    - Flavio Cotti (1987–1999)
    - Arnold Koller (1987–1999)
    - René Felber (1988–1993)
    - Adolf Ogi (1988–2000)
    - Kaspar Villiger (1989–2003)
- Slowenien (seit 25. Juni 1991 unabhängig)
  - Staatsoberhaupt: Präsident Milan Kučan (25. Juni 1991–2002)
  - Regierungschef: Ministerpräsident Lojze Peterle (25. Juni 1991–1992)
- Sowjetunion (aufgelöst am 25. Dezember 1991)
  - Parteichef: Generalsekretär der KPdSU Michail Gorbatschow (1985–1991) (1988–1989 Staatsoberhaupt)
  - Staatsoberhaupt: Präsident Michail Gorbatschow (1988–25. Dezember 1991) (1985–1991 Parteichef)
  - Regierungschef:
    - Vorsitzender des Ministerrats Nikolai Ryschkow (1985–14. Januar 1991)
    - Ministerpräsident Walentin Pawlow (14. Januar 1991–22. August 1991)
    - Ministerpräsident Iwan Silajew (6. September 1991–25. Dezember 1991)
- Spanien
  - Staatsoberhaupt: König Juan Carlos I. (1975–2014)
  - Regierungschef: Ministerpräsident Felipe González (1982–1996)
- Tschechoslowakei
  - Staatsoberhaupt: Präsident Václav Havel (1989–1992)
  - Regierungschef: Ministerpräsident Marián Čalfa (1989–1992)
- Ukraine (seit 24. August 1991 unabhängig)
  - Staatsoberhaupt: Präsident Leonid Krawtschuk (24. August 1991–1994) (bis 25. Dezember Vorsitzender des obersten Sowjets)
  - Regierungschef: Ministerpräsident Witold Fokin (24. August 1991–1992)
- Ungarn
  - Staatsoberhaupt: Präsident Árpád Göncz (1990–2000)
  - Regierungschef: Ministerpräsident József Antall (1990–1993)
- Vatikanstadt
  - Staatsoberhaupt: Papst Johannes Paul II. (1978–2005)
  - Regierungschef: Präsident des Governatorats Rosalio Lara (1990–1997)
- Vereinigtes Königreich
  - Staatsoberhaupt: Königin Elisabeth II. (1952–2022) (gekrönt 1953)
  - Regierungschef: Premierminister John Major (1990–1997)
- Republik Zypern
  - Staats- und Regierungschef: Präsident Georges Vassiliou (1988–1993)
  - Nordzypern (international nicht anerkannt)
    - Staatsoberhaupt: Präsident Rauf Denktaş (1983–2005)
    - Regierungschef: Ministerpräsident Derviş Eroğlu (1985–1994, 1996–2004, 2009–2010) (2010–2015 Präsident)